# Spanje op het Eurovisiesongfestival 1979
Spanje nam deel aan het Eurovisiesongfestival 1979 in Jeruzalem (Israël). Het was de 19de deelname van het land aan het festival.

## Selectieprocedure
Net zoals de voorbije jaren koos de TVE ervoor om de kandidaat intern te selecteren. Men koos voor de Spaanse zangeres Betty Missiego met het lied Su cancion.

## In Jeruzalem
In Jeruzalem moest Spanje optreden als 19de en laatste, net na Oostenrijk. Op het einde van de puntentelling hadden ze 116 punten verzameld, goed voor een 2de plaats. Men ontving vier keer het maximum van het punten. Nederland had 10 punten over voor het lied, België het maximum van 12 punten.

### Gekregen punten

#### Finale
| 12 punten                                   | 10 punten                            | 8 punten             | 7 punten | 6 punten      |
| ------------------------------------------- | ------------------------------------ | -------------------- | -------- | ------------- |
| - België - Duitsland - Italië - Zwitserland | - Luxemburg - Nederland - Oostenrijk | - Frankrijk - Israël | - Zweden | - Griekenland |
| 5 punten                                    | 4 punten                             | 3 punten             | 2 punten | 1 punt        |
| - Verenigd Koninkrijk                       |                                      | - Denemarken         |          | - Noorwegen   |

### Punten gegeven door Spanje

#### Finale
Punten gegeven in de finale:
| 12 punten | Duitsland           |
| 10 punten | Israël              |
| 8 punten  | Italië              |
| 7 punten  | Griekenland         |
| 6 punten  | Portugal            |
| 5 punten  | Verenigd Koninkrijk |
| 4 punten  | Denemarken          |
| 3 punten  | Frankrijk           |
| 2 punten  | Monaco              |
| 1 punt    | Noorwegen           |

1961 · 1962 · 1963 · 1964 · 1965 · 1966 · 1967 · 1968 · 1969 · 1970 · 1971 · 1972 · 1973 · 1974 · 1975 · 1976 · 1977 · 1978 · 1979 · 1980 · 1981 · 1982 · 1983 · 1984 · 1985 · 1986 · 1987 · 1988 · 1989 · 1990 · 1991 · 1992 · 1993 · 1994 · 1995 · 1996 · 1997 · 1998 · 1999 · 2000 · 2001 · 2002 · 2003 · 2004 · 2005 · 2006 · 2007 · 2008 · 2009 · 2010 · 2011 · 2012 · 2013 · 2014 · 2015 · 2016 · 2017 · 2018 · 2019 · 2020 · 2021 · 2022 · 2023 · 2024 · 2025